# Apuans
Els apuans (en llatí apuani) eren una confederació de tribus lígurs que Titus Livi menciona diverses vegades. Sembla que eren els més orientals dels lígurs i vivien a la regió de Pontremoli, als Apenins ligurs i tosco-emilians i als Alps Apuans, estenent-se de la vall del Vara (La Spezia) fins a la meitat de la vall del Serchio. Aquesta regió es va dividir en dues parts després de la dominació romana que son conegudes des de l'edat mitjana com a Lunigiana i Garfagnana.
La primera vegada que s'esmenten és a l'any 187 aC, quan es diu que van ser derrotats pel cònsol Gai Flamini. L'any següent tornen a aparèixer revoltats contra els romans i en un enfrontament van vèncer el cònsol Quint Marci Filip, que va perdre 4.000 homes i tres estendards. Aquest desastre es va compensar l'any següent però no van ser sotmesos del tot. Després de diverses campanyes amb èxits per les dues bandes, l'any 180 aC els cònsols Publi Corneli Ceteg i Marc Bebi Tàmfil van sorprendre els apuans sense lluita, i van obligar-los a sortir del seu país amb les dones i els fills, en total uns 40.000, i els van deportar al Sàmnium. Allà van fundar un establiment anomenat Campi Tauransi en un lloc que havia pertangut a Taurasia, on sembla que es van convertir en una comunitat activa i rica. L'any següent encara hi van arribar 7.000 apuans més que havien quedat dispersos per les muntanyes. i havia agrupat el cònsol Quint Fulvi Flac. Van seguir existint com a poble separat dels samnites fins molt de temps després, i encara subsistien amb el nom de "Ligures Corneliani et Baebiani" (en referència als dos cònsols que els van deportar), en temps de l'emperador Trajà. En parla també Plini el Vell a la Naturalis Historia.